# Cyrtopogon aldrichi
Cyrtopogon aldrichi är en tvåvingeart som beskrevs av Wilcox och Martin 1936. Cyrtopogon aldrichi ingår i släktet Cyrtopogon och familjen rovflugor.
Artens utbredningsområde är Kalifornien. Inga underarter finns listade i Catalogue of Life.